# Yuri Filatov
Yuri Filatov (Nova Ushytsia, URSS, 30 de julio de 1948) es un deportista soviético que compitió en piragüismo en la modalidad de aguas tranquilas. 
Participó en los Juegos Olímpicos de Múnich 1972 y Montreal 1976, obteniendo dos medallas de oro en los dos Juegos Olímpicos que disputó. Ganó cuatro medallas en el Campeonato Mundial de Piragüismo entre los años 1970 y 1974.

## Palmarés internacional
| Juegos Olímpicos   | Juegos Olímpicos          | Juegos Olímpicos | Juegos Olímpicos |
| Año                | Lugar                     | Medalla          | Evento           |
| ------------------ | ------------------------- | ---------------- | ---------------- |
| 1972               | Múnich (RFA)              | Medalla de oro   | K4 1000 m        |
| 1976               | Montreal (Canadá)         | Medalla de oro   | K4 1000 m        |
| Campeonato Mundial |                           |                  |                  |
| Año                | Lugar                     | Medalla          | Evento           |
| 1970               | Copenhague (Dinamarca)    | Medalla de oro   | K4 1000 m        |
| 1971               | Belgrado (Yugoslavia)     | Medalla de oro   | K4 1000 m        |
| 1973               | Tampere (Finlandia)       | Medalla de plata | K4 1000 m        |
| 1974               | Ciudad de México (México) | Medalla de plata | K4 1000 m        |